# Ahorcado (DC Comics)
El Ahorcado es un personaje ficticio, un supervillano en el Universo DC y un enemigo temprano de Batman presentado en Batman: Dark Victory creado por Tim Sale y Jeph Loeb en mayo de 1997.

## Descripción general de la trama
Ahorcado es un asesino en serie que asesina agentes de policía en un día de fiesta por mes del año, dejando atrás una versión del juego de palabras infantil "El Ahorcado" (con las letras clave faltantes) escritas con letras en sangre en cada nueva víctima. Durante los eventos de Batman: The Long Halloween (a la que Dark Victory es una secuela), Batman capturó y encarceló a Alberto Falcone, el asesino en serie conocido como Festivo que asesinaba miembros de la familia mafiosa Maroni en días festivos (aunque la esposa de Harvey Dent, Gilda, dice haber sido el primer Festivo, y técnicamente, al asesinar al padre de Alberto, Carmine Falcone, en el último número de The Long Halloween, sin embargo, el propio Dent es el último asesino de Festivo). Poco después, los asesinatos del Ahorcado comienzan durante las restantes partes de Año Cuatro y la mayor parte del Año Cinco.

## Identidad
La identidad del Ahorcado era Sofia Falcone Gigante (su hermano Mario después cambia su nombre legalmente a Sofía Gigante). A pesar de usar una silla de ruedas y llevar un cuello ortopédico (incluso revelándole a Batman que no puede ir al baño sin ayuda) de los eventos al final de "The Long Halloween", ella de algún modo recuperó su fuerza. Ella solo usa la silla de ruedas como una artimaña. Cuando casi mata a Dos Caras con la horca, ella cita a su padre Carmine: "Nunca se es más fuerte que cuando tus enemigos creen que eres débil." Luego le dice a Dos Caras, "Nadie miró más allá de la mujer en la silla de ruedas"

## Las víctimas
Las numerosas víctimas del asesino del Ahorcado estaban todos relacionados al departamento de policía, algunos rectos, otros corruptos, y fueron importantes en llevar a Harvey Dent a ganar su puesto de fiscal de distrito, de una u otra manera. Ellos son de la siguiente manera:
- Jefe Clancy O'Hara - O'Hara era el jefe del DPGC, uno de los pocos policías incorruptibles. Aunque todavía era sargento hace años, él y el entonces oficial Stan Merkel se destacaron por capturar al entonces adolescente Mario Falcone, quien fue procesado por el entonces Fiscal Auxiliar de Distrito Harvey Dent. Él fue la primera víctima del Ahorcado, encontrado colgando desde el puente del oeste con una cuerda alrededor de su cuello. (Solución del Ahorcado: Inicialmente se creía que era "Nadie de ustedes están a salvo", pero más tarde fue deducido por Dick Grayson que era "Nueve de ustedes están a salvo", refiriéndose a la familia Falcone.)
- Comisario Gillian B. Loeb - Loeb era el Comisario de la Policía antes de ser despedido y reemplazado durante los eventos de Año Uno. Él era un amigo de ambos Falcone y Sal Maroni, que le hicieron tan corruptible que nadie antes de Batman: año uno tratarían de bajarle. Encontrado ahorcado en su propia casa con la hoja de pistas típica siendo una hoja de papel personal con la marca "Del escritorio de Harvey Dent, F.D," lo que lleva a Gordon a creer la mayor parte de la historia que Dent / Dos Caras es el Ahorcado. (Solución del Ahorcado: Dos pueden jugar este juego.)
- Detective Flass - Una vez expareja de policía de Jim Gordon en Batman: año uno, Arnold Flass fue uno de los oficiales más corruptos en la policía, solo para quedar atrapado en actividades delictivas, despedido y procesado por pertenecer a la mafia. Antes de su juicio, llegó a un acuerdo judicial con el fiscal Harvey Dent para testificar contra Loeb para una sentencia más leve. Fue encontrado muerto afuera, mientras fumaba un cigarrillo, de un club nudista llamado "El Salón Cheetah," donde trabajaba como gorila para llegar a fin de mes. A juzgar por los rasguños y moretones en sus manos, parecía que intentaba dar pelea en sus momentos finales. (Solución del Ahorcado: Sabe si has sido bueno o malo.)
- Teniente Branden - Un exjefe de la Unidad de Armas Especial del DPGC, Branden fue despedido de la fuerza por las sospechas de estar afiliado al corrupto Com. Loeb, aunque de acuerdo con Gordon, él era un zelote. Branden fue colgado en una cámara frigorífica en Año Nuevo. (Solución del Ahorcado: Y justicia para todos.)
- Sargento Frank Pratt - Pratt trabajó en la Unidad de SPW hasta su muerte y durante el mandato de Branden fue su segundo al mando. Después de intentar matar a Batman (que había venido a él como parte de su investigación sobre los homicidios del Ahorcado), como represalia por hacerle atravesar una pared durante Batman: año uno, fue asesinado en el Día de San Valentín. (Solución del Ahorcado: Abogado del diablo.)
- Comandante Stan Merkel - Un agente de policía del centro de Gotham, Merkel participó en una serie de redadas de drogas y situaciones de rehenes. Antes, cuando él era un oficial, era instrumental en traer a Mario Falcone a juicio. Merkel fue encontrado muerto en el Día de San Patricio, colgado en la antigua propiedad de la casa que perteneció originalmente a Harvey y Gilda, haciéndole la sexta víctima. (Aparece en los primeros números de Batman Confidential, así como a través de Batman: año uno y Batman: Gritos en la noche) (Solución del Ahorcado: Un jurado de tus pares.)
- Comisario Jim Gordon - Siendo uno de los dos supervivientes del Ahorcado, Gordon casi fue ahorcado hasta morir, mientras investigaba la repentina activación de la Bat-señal mientras se encontraba en su oficina, pero fue reducido por Dos Caras, especulado por Batman que ha sido el resultado de Dent queriendo demostrar que él no era el Ahorcado.
- Detective Henry Gustavson - Gustavson era el guardaespaldas de Gordon tras el atentado contra Gordon. Fue asesinado en el Día de la Madre y encontrado por Gordon colgado sobre su coche en el estacionamiento subterráneo del DPGC. (Solución del Ahorcado: Asesinato en primer grado.)
- Detective Mark O'Connor - Un tirador dotado, O'Connor pasó muchos años enseñando el uso de armas de fuego a los cadetes. Uno de los miembros del Grupo de Acción Especial de Policía de Gordon, fue encontrado muerto colgando de una cuerda en la ducha de su apartamento en el Día del Padre. De acuerdo con Batman, si solo hubiera estado llevando su arma con él en todo momento, el Ahorcado nunca lo hubiera atrapado. (Solución del Ahorcado: Orden en la sala.)
- Capitán David King - Otro de los "Intocables" de Gordon, era un aliado e investigador de confianza. Mientras se dirigía a las alcantarillas para tratar de capturar a Dos Caras, se aventuró solo fuera del grupo y fue encontrado colgando de una tubería, siendo la fecha el 4 de julio. (Solución del Ahorcado: La justicia es ciega.)
- Detective Laureen Wilcox - Una recién llegada al DPGC, Wilcox parecía ser una diligente y policía articulada con una dedicación a la defensa de la ley. Fue importante para planificar y capturar a Dos Caras y llevarlo para que sea juzgado. Sin embargo, era una informante de la familia Falcone en la nómina, filtrando información para el jefe interino de la mafia. Durante el juicio, en el Día del Trabajo, se dirigió a la corte por ascensor, solo para ser colgada por el Ahorcado. Su walkie-talkie dejó un breve registro de sus últimos momentos que llevó a Gordon a conocer la verdadera identidad del asesino. (Solución del Ahorcado: Ojo por ojo.)
- Batman - Aunque técnicamente no es una víctima del Ahorcado, sí le ponen una soga al cuello. Mientras busca pistas, encuentra una nota del Ahorcado, con un ahorcado dibujado, con la frase, "P_RDIST_" y las letras "B," "A," "T," "M," y "N" descartadas. Él es alzado entonces fuera del edificio y sobre el techo. Esto resulta ser una trampa explosiva en caso de que Batman siguiera el rastro de vuelta a Sofia. Batman sobrevive sin embargo gracias al collarín que llevaba debajo de la capucha lo cual Alfred le aconsejó.
- Alberto Falcone - Anteriormente el asesino conocido como Festivo, Alberto Falcone fue la última víctima asesinada por el Ahorcado, a pesar de que no fue asesinado por una soga. Puesto bajo arresto domiciliario, fue herido y fácilmente capturado y luego trasladado a la cripta Falcone, donde fue asfixiado con una almohada hasta morir.
- Harvey Dent/Dos Caras - El objetivo principal del Ahorcado fue el exfiscal Harvey Dent / Dos Caras, quien fue capturado y casi ahorcado en las alcantarillas durante un incendio provocado deliberadamente por Sofia en las alcantarillas de Gotham. Batman llegó a tiempo para rescatarlo y enfrentarse al Ahorcado una vez para siempre, convirtiéndose en el segundo sobreviviente. Dos Caras luego mata al Ahorcado.

## Otras víctimas relacionadas
La llegada del Asesino del Ahorcado desató una guerra de pandillas en Gotham City entre la familia Falcone, que trataban desesperadamente de recuperar su control sobre la ciudad, los Maroni, que estaban en condiciones tensas con los Falcone, el DPGC y los "monstruos" que se convertirían en la conocida Galería de Enemigos de Batman. Un número de personas que estaban involucrados directa e indirectamente también perecieron o resultaron heridos durante la ola de crímenes de casi nueve meses del Ahorcado.
- Angelo "Asesino" Mirti- Guardaespaldas personal de Sofia Gigante y exasesor de su difunto padre, Carmine "El Romano" Falcone. Le disparó en la cabeza El Joker, después de que el Príncipe Payaso del Crimen invadió la residencia de verano Falcone. Curiosamente, el Joker supone que Sofía era el Ahorcado mucho antes que cualquiera.
- El Joker- Recibió una herida de bala en el brazo por Alberto, supuestamente para proteger a su hermana (El Joker estaba cerca de dispararle a ella en la cabeza). Sobrevivió, fue capturado por Batman, y llevado de vuelta al Asilo Arkham.
- John y Mary Grayson- Padres de Dick Grayson y dos tercios del equipo de acróbatas los Grayson Voladores, quedaron atrapados en medio de la guerra de bandas que implica a Tony Zucco, que era un caporegime en la familia Maroni, y su red de extorsión para llegar más arriba en la mafia. Después de chantajear al dueño y maestro de ceremonias del circo de Haley, "Poppa" Haley, quemó las cuerdas del trapecio con ácido, el mismo utilizado para desfigurar a Harvey Dent, enviando a los Grayson a caer a sus muertes y dejando a Dick huérfano.
- "Tony" Anthony "Gordo" Zucco- El gánster responsable de matar a los Grayson estaba directamente involucrado en los hechos delictivos de los Maroni y Falcone. Batman y Dick (entrenando para ser Robin) lo rastrearon en su sede en el Club Ox, "club de caballeros" y lo enfrentaron. Murió de un ataque del corazón, confesando sus crímenes e información acerca de los Falcone.
- Janice Porter- La sensata fiscal de distrito nombrada después de Harvey Dent, ella fue responsable de organizar la liberación de Alberto Falcone de Arkham y tenía una desconfianza por Batman, creyendo que su presencia contaminaba los casos. Reveló ser la amante de Dent / Dos Caras -se da a entender que tenía una relación previa con Harvey Dent, habiendo asistido los dos a la misma universidad antes de que ella pasara de año Harvey se casó con Gilda-, fue capturada y llevada a la guarida de Dos Caras en las alcantarillas, donde él la mató después de darse cuenta de que estaba enamorada de él, y aunque su relación aparentemente había sido de naturaleza sexual, Dos Caras afirmó ser todavía un "hombre casado". Este asesinato marca uno de los pocos asesinatos que Dent / Dos Caras ha realizado en el que no lanza la moneda marcada primero, es decir sus dos personalidades están, por una vez, de acuerdo acerca de lo que tiene que suceder.
- Pino y Umberto Maroni- Los hijos del gánster fallecido Sal Maroni, intentaban ganarse el respeto de la familia Falcone y luego derribarlos para hacerse con el control (aunque las últimas palabras de Zucco revelándoles como mellizos sugiere que Dos Caras podría haber estado utilizándolos para sus propios fines). Dos Caras, eliminando cabos sueltos como el imperio Falcone se desmorona, los mató a ambos a las dos de la mañana con dos tiros a cada uno en el pecho, matándolos en su propio restaurante en el Día de la Raza.
- Edward Skeevers- Uno de los pocos amigos de la familia Falcone de confianza, Skeevers fue el consejero tras la muerte de su antecesor Milos Grappa. Fue asesinado por el Sr. Frío durante la masacre del Día de la Raza de la familia de villanos.
- Bobby Gazzo- Jefe de las familias de la mafia en Metrópolis, él es asesinado por el Joker durante la Masacre del Día de la Raza, asesinado a balazos en su habitación del hotel.
- Lucia Viti- La sobrina de Carmine Falcone y heredera de facto de la organización del crimen de Chicago de su difunta madre, ella es asesinada por Hiedra Venenosa, como parte de la Masacre del Día de la Raza.

Batman cuenta con la ayuda de James Gordon, pero aun así se queda preocupado después de que Harvey Dent es terriblemente marcado por un criminal que está procesando, sacando a la luz su trastorno de personalidad múltiple latente y lo transforma en un jefe del crimen violento. Ahora conocido como Dos Caras, Dent causa estragos en Gotham y obliga a Batman a enfrentarse a su ex aliado.
Al final, el Ahorcado se revela como Sofía Falcone Gigante, hija del fallecido jefe del crimen. Después de ver a su padre asesinado por Dos Caras, Sofía carga hacia adelante y es fijada por Catwoman. Durante la lucha, Catwoman rasguña el lado derecho de la cara de Sofía y las dos se caen por una ventana. En Dark Victory Catwoman le dice a Batman que cuando Sofía cayó, su bolo/látigo se enredó alrededor del cuello de Sofía. El látigo se cogió en una gárgola de piedra y arrojó a Sofía a través de otra ventana y el cristal roto le cortó el lado derecho de su cara. Catwoman (que cree que ella es la hija ilegítima de Falcone) sigue a Sofía a Europa donde se somete a una cirugía plástica para restaurar el daño hecho a su cara.
Sofía, quien aparece en una silla de ruedas en la mayoría de la historia, se muestra con el lado izquierdo de su rostro marcado, que encontramos que se hizo a sí misma después de la cirugía para estar más cerca del espíritu de su padre (que fue él mismo rasguñado por Catwoman en Batman: año uno). Catwoman le dice a Batman que fue capaz de encontrar el médico que trató su cara destrozada, pero no el que trató su parálisis. Esto se debe a que su parálisis era una treta, con el fin de parecer débil y evitar ser sospechosa en los asesinatos del Ahorcado (curiosamente en el número #8, "Battle", el Joker deduce esto, pero es emboscado por Alberto y Batman antes de que pueda probar realmente su teoría). Su objetivo final es Dos Caras mismo, aunque Batman lo salva, y Dent mata a Sofía con un disparo en la cabeza.